# Gillian Slovo

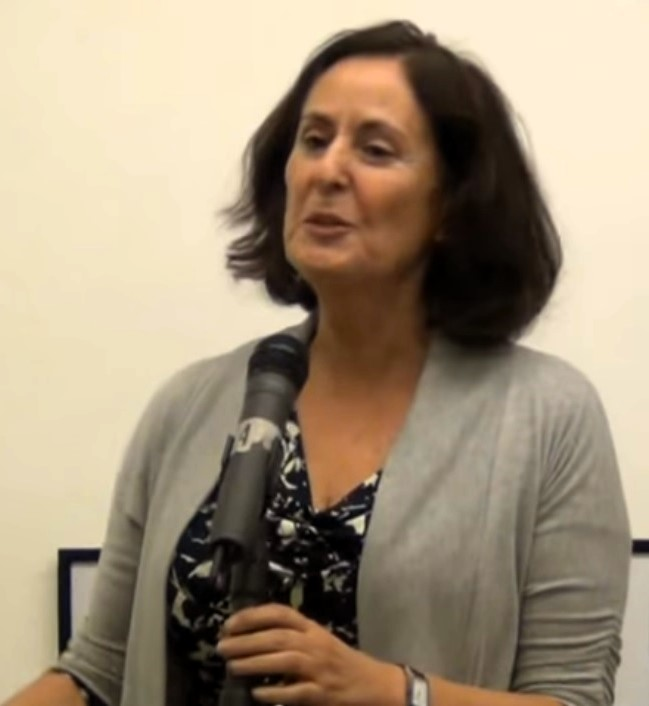
Gillian Slovo, 2011

Gillian Slovo (* 15. März 1952 in Johannesburg, Südafrikanische Union) ist eine britische  Schriftstellerin, Journalistin und Filmproduzentin.

## Leben
Als Tochter der beiden weißen Anti-Apartheid-Aktivisten Joe Slovo und Ruth First lebt sie seit ihrem zwölften Lebensjahr in England. Sie hat mehrere Romane, Krimis und Theaterstücke geschrieben. Ihre Erinnerungen an ihre turbulente Kindheit, Every Secret Thing: My Family, My Country (Little Brown, 1997), waren in England ein Bestseller. Slovo arbeitet und lebt mit ihrer Familie in London.
Ihre Romane sind zumeist dem Thriller- und Krimigenre zuzuordnen. Dazu gehört auch eine Serie über die Detektivin Kate Baeier. 2000 schrieb sie den Roman Red Dust, der 2004 von Tom Hooper mit der zweifachen Oscar-Gewinnerin Hilary Swank, Chiwetel Ejiofor und Jamie Bartlett als Red Dust – Die Wahrheit führt in die Freiheit verfilmt wurde. Ihr Werk von 2004, Ice Road, wurde für den Orange Prize for Fiction nominiert.

## Politische Einstellungen
Im Oktober 2024 gehörte Slovo zu den Unterzeichnern eines Aufrufs zum Boykott israelischer Kulturinstitutionen, „die an der überwältigenden Unterdrückung der Palästinenser mitschuldig sind oder diese stillschweigend beobachtet haben“.

## Werke
- Morbid Symptoms, 1984
  - Fehlanzeige: Criminalroman. Übersetzung Heipe Weiss, Dieter Bross. Éditions Trèves, Trier 1984
- Death by Analysis, 1986
  - Tod eines Therapeuten: ein Kate-Baeier-Krimi. Übersetzung Thomas Stegers. Econ, Düsseldorf 1994
- Death Comes Staccato, 1987
  - Tödliches Staccato: ein Kate-Baeier-Krimi. Übersetzung Thomas Stegers. Econ, Düsseldorf 1995
- Ties of Blood, 1989
- The Betrayal, 1991
- Looking for Thelma, 1991
- Façade, 1993
- Catnap, 1994
  - Catnapping: Roman. Übersetzung Renate Gotthardt. Heyne, München 1996
- Close Call, 1995
- Every Secret Thing: My Family, My Country, 1997 (Autobiographie)
- Red Dust, 2000
  - Roter Staub: Roman. Übersetzung Uda Strätling. Kunstmann, München 2001
- Ice Road, 2004
- Ten Days, 2015

Schauspiele
- Guantanamo: Honor Bound to Defend Freedom, 2005
- Another World, 2016